# Coccyzus pluvialis
Il cuculo panciacastana o cuculo ventrecastano americano (Coccyzus pluvialis Gmelin, 1788), è un uccello della famiglia dei Cuculidae.

## Sistematica
Coccyzus pluvialis non ha sottospecie, è monotipico.

## Distribuzione e habitat
Questo uccello vive in Giamaica.